# Cédric Fabien
Cédric Fabien né le 31 janvier 1982 à Cayenne (Guyane) est un footballeur français international guyanais,, qui évolue au poste d'arrière gauche.

## Biographie
Formé au Mans, il joue par la suite au Tours FC et Brest. Il est prêté une saison à l'Entente Sannois Saint-Gratien.
En juin 2010, en fin de contrat avec le Stade brestois, il s'engage pour deux saisons avec l'US Boulogne.